# ゲラニルゲラニル二リン酸
ゲラニルゲラニル二リン酸（Geranylgeranyl diphosphate, GGPP）は、炭素数20の直鎖イソプレノイド。テルペノイド生合成経路の中間体である。ジテルペノイド（ジベレリンなど）やテトラテルペノイド（カロテノイドなど）の前駆物質でもある。また、トコトリエノール（ビタミンE）やクロロフィルなどの側鎖としても利用される。同様に、タンパク質のプレニル化にも使われる。ゲラニルゲラニルピロリン酸（Geranylgeranyl pyrophosphate）とも呼ばれるが推奨されない。

## 生合成
C20のゲラニルゲラニル二リン酸は、ゲラニルゲラニル二リン酸合成酵素（EC 2.5.1.29）の触媒によって、C15のファルネシル二リン酸(farnesyl diphosphate)とC5のイソペンテニル二リン酸(isopentenyl diphosphate)との縮合反応で生合成される。

## 存在
0.7-2.8mg/kg 米に含まれる。

## 関連化合物
- ゲラニルゲラニオール
- ゲラニル二リン酸
- ファルネシル二リン酸
- ノナプレニル二リン酸
- フィチル二リン酸